# Climatiiformes
Climatiiformes (климатиформес) је ред изумрлих риба који припада класи бодљикавих ајкула (Acanthodii). Као и остале бодљикаве ајкуле и климатиформе имају у перајима бодље. Ове рибе су углавном биле мале величине (од 4 до 10 cm) и живеле су од касног Силура до раног Карбон. Род по коме је цео ред добио име је Climatius. Ред Climatiiformes се дели на 2 подреда: Climatiida и Diplacanthida који се потом деле на више породица.